# Cap Herlacher
Le cap Herlacher est un cap d'Antarctique occidental situé à la pointe nord de la péninsule de Martin, elle-même sur la côte septentrionale de la terre Marie Byrd, et qui s'avance dans la mer d'Amundsen en séparant la côte de Bakutis vers l'ouest de la côte de Walgreen vers l'est. Il a été baptisé en l'honneur de Carl J. Herlacher, cartographe de la marine américaine.